# Liste der Autorenbeteiligungen und Produktionen von Stefan Raab
Dies ist eine Übersicht über die Kompositionen und Produktionen des deutschen Musikers, Komponisten und Produzenten Stefan Raab und seiner Pseudonyme wie Alf Igel, Eddie Rodriguez und Joe Steam. Zu berücksichtigen ist, dass Hitmedleys, Remixe, Liveaufnahmen oder Neuaufnahmen des gleichen Interpreten nicht aufgeführt werden.

## /
| Jahr | Titel                                    | Interpret                    | Funktion                |
| ---- | ---------------------------------------- | ---------------------------- | ----------------------- |
| 1997 | “Meine sehr verehrten Damen und Herren…” | Stefan Raab                  | Komponist, Produzent    |
| 1997 | …und wie war ich?                        | Stefan Raab                  | Co-Komponist, Produzent |
| 1996 | …witzig                                  | Stefan Raab & die Bekloppten | Komponist, Produzent    |

## A
| Jahr | Titel                           | Interpret                | Funktion                |
| ---- | ------------------------------- | ------------------------ | ----------------------- |
| 2011 | A Good Day                      | Lena                     | Produzent               |
| 2011 | A Million and One               | Lena                     | Produzent               |
| 2005 | Ain’t No Sunshine               | Max Mutzke               | Produzent               |
| 2002 | Alle drei zusammen              | Stefan Raab              | Komponist               |
| 1996 | Alles mit’m Mund                | Die Prinzen              | Co-Komponist, Produzent |
| 1997 | Arschkriecher                   | Stefan Raab              | Komponist, Produzent    |
| 2000 | Arsch voll Arbeit               | Stefan Raab              | Komponist, Produzent    |
| 2011 | At All                          | Lena                     | Produzent               |
| 2012 | Ävver et hätz bliev he in Kölle | Stefan Raab & die Höhner | Komponist, Produzent    |

## B
| Jahr | Titel                   | Interpret                    | Funktion                |
| ---- | ----------------------- | ---------------------------- | ----------------------- |
| 1996 | Baby, Show Me Your Butt | Jag                          | Komponist, Produzent    |
| 2000 | Baby We Love            | Ö La Palöma Boys             | Komponist, Produzent    |
| 1996 | Besoffen vor Glück      | Die Prinzen                  | Produzent               |
| 2025 | Bitte lass das Licht an | Max Mutzke & Stefan Raab     | Komponist, Produzent    |
| 1995 | Blond & Stoopid         | Jenny & the Girls            | Komponist, Produzent    |
| 1994 | Böörti Böörti Vogts     | Stefan Raab & die Bekloppten | Komponist, Produzent    |
| 1994 | Böörti Vogts Blues      | Stefan Raab & die Bekloppten | Komponist, Produzent    |
| 1996 | Böse Bürger             | Bürger Lars Dietr!ch         | Produzent               |
| 2000 | Bürgy, wo warst du?     | Stefan Raab                  | Co-Komponist, Produzent |
| 1993 | Buck-Boog               | Stefan Raab                  | Komponist               |

## C
| Jahr | Titel                                              | Interpret                                    | Funktion                |
| ---- | -------------------------------------------------- | -------------------------------------------- | ----------------------- |
| 2004 | Can’t Wait Until Tonight                           | Max                                          | Komponist, Produzent    |
| 2012 | Can’t Wait Until Tonight                           | Hubertus von Garnier (Songtitel: Frag nicht) | Co-Komponist            |
| 2005 | Catch Me If You Can                                | Max Mutzke                                   | Produzent               |
| 2010 | Caterpillar in the Rain                            | Lena                                         | Co-Komponist, Produzent |
| 2000 | Ce qu’on sait (Baby Do You Wanna Get Down with Me) | Dankner feat. Tyron Ricketts                 | Co-Komponist, Produzent |
| 2004 | Cembalo Bossa                                      | Des Herzogs Berater                          | Komponist, Produzent    |
| 2005 | C’mon People                                       | Max Mutzke                                   | Produzent               |
| 2001 | Come a’ama                                         | 2 Hawaii                                     | Produzent               |
| 2000 | Cosma “Shiefer” Hagen                              | Stefan Raab                                  | Komponist, Produzent    |

## D
| Jahr | Titel                               | Interpret                     | Funktion                |
| ---- | ----------------------------------- | ----------------------------- | ----------------------- |
| 1996 | Das kann ja mal passieren           | Bürger Lars Dietr!ch          | Produzent               |
| 1995 | Dedelede-Bab-Du-Bab                 | Stefan Raab & die Bekloppten  | Komponist, Produzent    |
| 2007 | Denn es bist du                     | Max Mutzke                    | Komponist, Produzent    |
| 2000 | Der Karl, der Karl, der Moik        | Stefan Raab                   | Komponist, Produzent    |
| 2000 | Der Puller von Dubinski             | Stefan Raab                   | Komponist, Produzent    |
| 1996 | Dicke Dinger                        | Bürger Lars Dietrich          | Co-Komponist, Produzent |
| 2000 | Die geile Schwedin vom letzten Jahr | Stefan Raab                   | Komponist, Produzent    |
| 2000 | Die Raab Brüderlein                 | Stefan Raab & Patrick Lindner | Komponist, Produzent    |
| 2000 | Dieter Bürgy                        | Stefan Raab                   | Komponist, Produzent    |
| 1997 | Doctor Disco                        | Stefan Raab                   | Komponist, Produzent    |
| 1999 | Don’t Cry for Me Argentina          | Ö La Palöma Boys              | Co-Komponist, Produzent |
| 2004 | Dreamship Surprise                  | Bootsy Collins feat. Bonita   | Co-Komponist, Produzent |
| 1995 | Drei kleine Schweinchen             | Stefan Raab & die Bekloppten  | Komponist, Produzent    |
| 2007 | Drei Schritte rückwärts             | Max Mutzke                    | Co-Komponist, Produzent |
| 2005 | Du wirst seh’n                      | Max Mutzke                    | Co-Komponist, Produzent |

## E
| Jahr | Titel                               | Interpret                                                              | Funktion                |
| ---- | ----------------------------------- | ---------------------------------------------------------------------- | ----------------------- |
| 1996 | E!                                  | Bürger Lars Dietr!ch                                                   | Co-Komponist, Produzent |
| 2002 | Ehrlichere Politiker                | Christel Jenniches                                                     | Produzent               |
| 2007 | Eigentlich immer                    | Max Mutzke                                                             | Co-Komponist, Produzent |
| 1995 | Ein Bett im Kornfeld                | Stefan Raab & die Bekloppten feat. Jürgen Drews & Bürger Lars Dietrich | Produzent               |
| 2025 | El chigo es inteligente             | Stefan Raab                                                            | Komponist, Produzent    |
| 2007 | Es ist so schön                     | Christian Tramitz & Michael Bully Herbig                               | Co-Komponist, Produzent |
| 1997 | Es war Sommer (…und bei uns Winter) | Stefan Raab feat. Mirco Nontschew                                      | Komponist, Produzent    |

## F
| Jahr | Titel  | Interpret                    | Funktion                |
| ---- | ------ | ---------------------------- | ----------------------- |
| 1995 | Frauen | Stefan Raab & die Bekloppten | Co-Komponist, Produzent |

## G
| Jahr | Titel                | Interpret                                                | Funktion                |
| ---- | -------------------- | -------------------------------------------------------- | ----------------------- |
| 2002 | Gebt das Hanf frei!  | Stefan Raab feat. Shaggy                                 | Co-Komponist, Produzent |
| 1993 | Get Ready            | Stefan Raab                                              | Komponist               |
| 1993 | Go Ahead             | Stefan Raab                                              | Komponist               |
| 2011 | Good News            | Lena                                                     | Produzent               |
| 2000 | Grand Prix Jingle    | Stefan Raab                                              | Komponist, Produzent    |
| 1998 | Guildo hat euch lieb | Guildo Horn & die Orthopädischen Strümpfe                | Komponist, Co-Produzent |
| 1998 | Guildo hat euch lieb | Die Schlümpfe (Songtitel: Die Schlümpfe haben euch lieb) | Co-Komponist            |
| 1999 | Guildo hat euch lieb | Klaus Cover                                              | Komponist               |
| 1997 | Gut gehn             | Stefan Raab                                              | Co-Komponist, Produzent |
| 1996 | Guten Tag…           | Stefan Raab & die Bekloppten                             | Komponist, Produzent    |

## H
| Jahr | Titel                                                 | Interpret                                                                                           | Funktion                |
| ---- | ----------------------------------------------------- | --------------------------------------------------------------------------------------------------- | ----------------------- |
| 1996 | Heute ha-ha-habe ich Geburtstag                       | Die Prinzen                                                                                         | Co-Komponist, Produzent |
| 1996 | Hier kommt die Maus                                   | Stefan Raab                                                                                         | Co-Komponist, Produzent |
| 2000 | Ho mir ma ne Flasche Bier (schluck, schluck, schluck) | Stefan Raab feat. DJ Bundeskanzler                                                                  | Co-Komponist, Produzent |
| 2002 | Ho mir ma ne Flasche Bier (schluck, schluck, schluck) | Die Gerd Show                                                                                       | Co-Komponist            |
| 2000 | Holy Bürgy Gospel                                     | Stefan Raab                                                                                         | Komponist, Produzent    |
| 1993 | Huh - Hah                                             | Stefan Raab                                                                                         | Komponist               |
| 1996 | Hymne an die Maus                                     | Wolfgang Niedecken, Tommy Engel, Stefan Raab, Bürger Lars Dietrich, D’ Reeves & Die Thekenschlampen | Co-Komponist            |

## I
| Jahr | Titel                                         | Interpret                    | Funktion                |
| ---- | --------------------------------------------- | ---------------------------- | ----------------------- |
| 2010 | I Just Want Your Kiss                         | Lena                         | Co-Komponist, Produzent |
| 2010 | I Like to Bang My Head                        | Lena                         | Co-Komponist, Produzent |
| 2011 | I Like You                                    | Lena                         | Produzent               |
| 2004 | I Want Rock                                   | Dicks on Fire                | Komponist, Produzent    |
| 1996 | Ich bin Bürger Lars                           | Bürger Lars Dietr!ch         | Produzent               |
| 1996 | Ich bring dich um…                            | Bürger Lars Dietr!ch         | Co-Komponist, Produzent |
| 2001 | Ich liebe deutsche Land (de det de det de dä) | Verna Mae Bentley-Krause     | Produzent               |
| 1994 | Ich mache nur noch Volksmusik                 | Stefan Raab & die Bekloppten | Komponist, Produzent    |
| 1997 | Ich möchte gerne mit dir baden                | Stefan Raab                  | Komponist, Produzent    |
| 1993 | Ich will ’ne Sau-Sau-Saurierfrau              | Klaus & Klaus                | Co-Komponist            |
| 1995 | Ihre Füsse                                    | Stefan Raab & die Bekloppten | Co-Komponist, Produzent |

## J
| Jahr | Titel        | Interpret   | Funktion                |
| ---- | ------------ | ----------- | ----------------------- |
| 1993 | Jaybee’s     | Stefan Raab | Komponist               |
| 1993 | Joe Flow     | Stefan Raab | Komponist               |
| 2000 | Johnny Small | Stefan Raab | Co-Komponist, Produzent |

## K
| Jahr | Titel              | Interpret   | Funktion                |
| ---- | ------------------ | ----------- | ----------------------- |
| 2000 | Komm vorbei Dieter | Stefan Raab | Co-Komponist, Produzent |

## L
| Jahr | Titel                         | Interpret                            | Funktion                |
| ---- | ----------------------------- | ------------------------------------ | ----------------------- |
| 2014 | Lass das mal den Papa machen. | Christoph Maria Herbst als Stromberg | Co-Komponist, Produzent |
| 2007 | Lass mich nicht gehn          | Max Mutzke                           | Co-Komponist, Produzent |
| 2000 | Let It Be                     | Dankner                              | Produzent               |
| 2004 | Let’s Make a Baby             | Barry Tenderloin                     | Komponist, Produzent    |
| 1996 | Liebe ist Musik               | Bürger Lars Dietrich                 | Co-Komponist, Produzent |
| 2004 | Life Is So Sad                | Paulina Jones                        | Komponist, Produzent    |
| 2007 | Like a Fire                   | Max Mutzke                           | Co-Komponist, Produzent |
| 2000 | Loddar Kannich Englisch       | Stefan Raab                          | Komponist, Produzent    |
| 2010 | Love Me                       | Lena                                 | Co-Komponist, Produzent |

## M
| Jahr | Titel                                   | Interpret                              | Funktion                |
| ---- | --------------------------------------- | -------------------------------------- | ----------------------- |
| 1996 | Mädchen                                 | Die Prinzen                            | Co-Produzent            |
| 1996 | Ma’ kuck’n                              | Stefan Raab & die Bekloppten           | Komponist, Produzent    |
| 1993 | Make It Funky                           | Stefan Raab                            | Komponist               |
| 1997 | Mama lauter!                            | Stefan Raab                            | Komponist, Produzent    |
| 2011 | Mama Told Me                            | Lena                                   | Co-Komponist, Produzent |
| 1999 | Maschen-Draht-Zaun                      | Stefan Raab                            | Co-Komponist, Produzent |
| ?    | Maschen-Draht-Zaun                      | Die Partygeier                         | Co-Komponist            |
| 2011 | Maybe                                   | Lena                                   | Produzent               |
| 2000 | MAZ Theme                               | Stefan Raab                            | Komponist, Produzent    |
| 2005 | Mehr als nur das                        | Max Mutzke                             | Co-Komponist, Produzent |
| 2007 | Mein Automobil                          | Max Mutzke                             | Produzent               |
| 1996 | Mein vollautomatischer Anrufbefürworter | Stefan Raab & die Bekloppten           | Komponist, Produzent    |
| 1996 | Meine kleine Ukulele                    | Stefan Raab & die Bekloppten           | Komponist, Produzent    |
| 2004 | Miss Waikiki                            | Spucky, Kork & Schrotty feat. 2 Hawaii | Co-Komponist, Produzent |
| 2025 | Mittelmäßiger Mann                      | Stefan Raab                            | Komponist, Produzent    |
| 1997 | Modedesigner                            | Stefan Raab                            | Komponist, Produzent    |
| 2000 | Mr. “MinisterPresident”                 | Stefan Raab                            | Komponist, Produzent    |
| 2010 | Mr. Curiosity                           | Lena                                   | Produzent               |
| 2007 | Musik kommt aus dem Bauch               | Max Mutzke                             | Co-Komponist, Produzent |
| 2010 | My Cassette Player                      | Lena                                   | Co-Komponist, Produzent |
| 2010 | My Same                                 | Lena                                   | Produzent               |

## N
| Jahr | Titel            | Interpret   | Funktion                |
| ---- | ---------------- | ----------- | ----------------------- |
| 1997 | Naaa!?           | Stefan Raab | Co-Komponist, Produzent |
| 2000 | Nina Ruge brennt | Stefan Raab | Komponist, Produzent    |
| 2010 | Not Following    | Lena        | Produzent               |
| 2005 | Nur du           | Max Mutzke  | Co-Komponist, Produzent |

## O
| Jahr | Titel                  | Interpret        | Funktion                |
| ---- | ---------------------- | ---------------- | ----------------------- |
| 1999 | Ö La Palöma Blanca     | Ö La Palöma Boys | Produzent               |
| 1999 | Once You Drink Tequila | Ö La Palöma Boys | Co-Komponist, Produzent |

## P
| Jahr | Titel                           | Interpret                    | Funktion             |
| ---- | ------------------------------- | ---------------------------- | -------------------- |
| 2024 | Pa aufs Maul                    | Stefan Raab, Sido & Ski Aggu | Komponist, Produzent |
| 1997 | Pfefferkuchenhaus               | Stefan Raab                  | Komponist, Produzent |
| 2002 | Popgruppe 2002                  | Bullyparade                  | Co-Komponist         |
| 1997 | Probier’s mal mit Gemütlichkeit | Stefan Raab                  | Co-Komponist         |
| 2000 | Puller Alarm                    | Stefan Raab                  | Komponist, Produzent |
| 2011 | Push Forward                    | Lena                         | Produzent            |

## R
| Jahr | Titel                         | Interpret                     | Funktion                |
| ---- | ----------------------------- | ----------------------------- | ----------------------- |
| 1997 | Raabarber                     | Stefan Raab                   | Komponist, Produzent    |
| 2000 | Raabigramm “Angela Merkel”    | Stefan Raab                   | Co-Komponist, Produzent |
| 2000 | Raabigramm “Brisko Schneider” | Stefan Raab                   | Komponist, Produzent    |
| 2000 | Raabigramm “Dieter Bohlen”    | Stefan Raab                   | Co-Komponist, Produzent |
| 2000 | Raabigramm “Echt”             | Stefan Raab                   | Komponist, Produzent    |
| 2000 | Raabigramm “Harald Schmidt”   | Stefan Raab                   | Komponist, Produzent    |
| 2000 | Raabigramm “Klitschkos”       | Stefan Raab                   | Komponist, Produzent    |
| 2000 | Raabigramm “Rudi Carrell”     | Stefan Raab                   | Komponist, Produzent    |
| 2000 | Raabigramm “Trucker”          | Stefan Raab                   | Komponist, Produzent    |
| 2000 | Raabigramm “Verona Feldbusch” | Stefan Raab                   | Komponist, Produzent    |
| 2025 | Rambo Zambo (Was is Bubatz?)  | Stefan Raab feat. Fritze Merz | Komponist, Produzent    |
| 1996 | Rapper Lars Dee-Trick         | Bürger Lars Dietr!ch          | Co-Komponist, Produzent |
| 2013 | Revolution                    | Dicks on Fire feat. Lena      | Komponist               |
| 2000 | Ricky lach doch mal!          | Stefan Raab                   | Komponist, Produzent    |
| 1993 | Right There                   | Stefan Raab                   | Komponist               |
| 2000 | Rock You, Baby                | Ö La Palöma Boys              | Produzent               |

## S
| Jahr | Titel                                | Interpret                                 | Funktion                |
| ---- | ------------------------------------ | ----------------------------------------- | ----------------------- |
| 2007 | S.U.P.E.R.B.A.D. Motherfucker        | Dicks on Fire                             | Komponist, Produzent    |
| 1996 | Sabadabadi                           | Bürger Lars Dietrich                      | Co-Komponist, Produzent |
| 2000 | Sasha                                | Stefan Raab                               | Komponist, Produzent    |
| 1996 | Scatman Jim                          | Stefan Raab & die Bekloppten              | Produzent               |
| 2012 | Schenk noch jet in                   | Stefan Raab & die Höhner                  | Co-Komponist, Produzent |
| 1996 | Schlecht singen kann ich gut         | Bürger Lars Dietr!ch                      | Co-Komponist, Produzent |
| 1996 | Schleimbeutel                        | Die Prinzen                               | Co-Komponist, Produzent |
| 1997 | Schlimmer Finger                     | Stefan Raab                               | Komponist, Produzent    |
| 2004 | Schnuffi Puffi                       | Helge Schneider feat. Santa Maria         | Co-Komponist, Produzent |
| 2007 | Schön hier zu sein                   | Max Mutzke                                | Co-Komponist, Produzent |
| 2004 | Schönen guten Tag, ich denk an Liebe | Brigitte Spuck                            | Komponist, Produzent    |
| 2000 | Schrowange & Lewinsky                | Stefan Raab                               | Komponist, Produzent    |
| 2000 | Schulz vs. Klitschko                 | Stefan Raab                               | Komponist, Produzent    |
| 2004 | Schwarz auf Weiss                    | Max Mutzke                                | Co-Komponist, Produzent |
| 1995 | Seit ich dich traf, Baby…            | Stefan Raab & die Bekloppten              | Komponist, Produzent    |
| 2001 | Sensaçion                            | Eddie Rodriguez                           | Komponist, Produzent    |
| 1996 | Sexy Eis                             | Bürger Lars Dietr!ch                      | Produzent               |
| 1999 | Snowman, Little Snowman              | Ö La Palöma Boys                          | Komponist               |
| 2007 | Song für dich                        | Max Mutzke                                | Co-Komponist, Produzent |
| 2012 | Song für dich                        | Max Mutzke feat. Menzel Mutzke            | Co-Komponist            |
| 1993 | Soso                                 | Stefan Raab                               | Komponist               |
| 2004 | Space-Taxi                           | Stefan Raab feat. Spucky, Kork & Schrotty | Komponist, Produzent    |
| 2004 | Spuckys Teatime Song                 | Brigitte Spuck                            | Co-Komponist, Produzent |
| 2005 | Spür dein Licht                      | Max Mutzke                                | Co-Komponist, Produzent |
| 2001 | Straight to Hell                     | Rage                                      | Produzent               |

## T
| Jahr | Titel                     | Interpret                       | Funktion                |
| ---- | ------------------------- | ------------------------------- | ----------------------- |
| 1999 | Talk to Me                | Licensed to Soul                | Komponist, Produzent    |
| 2007 | Tag für Tag               | Max Mutzke                      | Co-Komponist, Produzent |
| 1993 | Take It Slow              | Stefan Raab                     | Komponist               |
| 2011 | Taken by a Stranger       | Lena                            | Produzent               |
| 2011 | Teenage Girls             | Lena                            | Produzent               |
| 2011 | That Again                | Lena                            | Komponist, Produzent    |
| 2000 | Three-Sixty-Five          | Dankner                         | Co-Komponist, Produzent |
| 2004 | Top of the Sky            | Dick Brave & the Backbeats      | Komponist, Produzent    |
| 2010 | Touch a New Day           | Lena                            | Komponist, Produzent    |
| 2002 | Tribute to Bootsy Collins | Stefan Raab                     | Komponist               |
| 1996 | Tribute to Franz Lambert  | Stefan Raab & die Bekloppten    | Komponist, Produzent    |
| 1996 | Tribute to Hans Meiser    | Stefan Raab & die Bekloppten    | Komponist, Produzent    |
| 2000 | TV Absage Marlene Lufen   | Stefan Raab feat. Marlene Lufen | Komponist, Produzent    |
| 1999 | TV Total Theme            | Stefan Raab                     | Komponist, Produzent    |

## U
| Jahr | Titel                    | Interpret   | Funktion  |
| ---- | ------------------------ | ----------- | --------- |
| 1996 | Uns sind die Sterne egal | Die Prinzen | Produzent |

## V
| Jahr | Titel           | Interpret                    | Funktion             |
| ---- | --------------- | ---------------------------- | -------------------- |
| 1996 | Vivasion Opener | Stefan Raab & die Bekloppten | Komponist, Produzent |

## W
| Jahr | Titel                            | Interpret                         | Funktion                |
| ---- | -------------------------------- | --------------------------------- | ----------------------- |
| 2000 | Wadde hadde dudde da?            | Stefan Raab                       | Komponist, Produzent    |
| 2005 | Weg von hier                     | Max Mutzke                        | Co-Komponist, Produzent |
| 2007 | Weil ich dich Liebe              | Max Mutzke                        | Co-Komponist, Produzent |
| 2012 | Weil ich dich Liebe              | Max Mutzke feat. Bruno Müller     | Komponist               |
| 2025 | Weil wir so supergeil drauf sind | Michael Herbig & Stefan Raab      | Komponist, Produzent    |
| 2017 | Wenn ich dich seh‘               | Max Mutzke und Stefanie Heinzmann | Produzent               |
| 2007 | What a Fool Believes             | Max Mutzke                        | Produzent               |
| 2011 | What a Man                       | Lena                              | Produzent               |
| 2011 | What Happened to Me              | Lena                              | Co-Komponist, Produzent |
| 1993 | Whatever                         | Stefan Raab                       | Komponist               |
| 2000 | Will I Ever                      | Dankner                           | Co-Komponist, Produzent |
| 1997 | Willst du mit mitwippen          | Stefan Raab                       | Komponist, Produzent    |
| 2001 | Wir kiffen!                      | Stefan Raab                       | Komponist, Produzent    |
| 2014 | Wir kommen, um ihn zu holen      | Stefan Raab                       | Komponist, Produzent    |
| 2007 | Wir verliern uns nicht für immer | Max Mutzke                        | Co-Komponist, Produzent |
| 2010 | Wonderful Dreaming               | Lena                              | Co-Komponist, Produzent |

## Y
| Jahr | Titel             | Interpret  | Funktion             |
| ---- | ----------------- | ---------- | -------------------- |
| 2005 | You               | Max Mutzke | Produzent            |
| 2010 | You Can’t Stop Me | Lena       | Komponist, Produzent |

## Z
| Jahr | Titel                      | Interpret            | Funktion                |
| ---- | -------------------------- | -------------------- | ----------------------- |
| 2001 | Zieh den Rüssel ein, Baby! | Bürger Lars Dietrich | Co-Komponist, Produzent |
| 1999 | Zum Schluss…               | Hildegard Knef       | Co-Komponist            |